# Rimat - Chkadif
Rimat - Chkadif è un  comune (municipalité) del Libano situato nel distretto di Jezzin, governatorato del Sud Libano.